# 雷泮赛珠单抗
雷泮赛珠单抗（INN：Ralpancizumab；开发代码：RN317、PF‐05335810）是一种人源化单克隆抗体，设计用于治疗血脂异常。该药物的靶点是PCSK9，目前已经进行了I期临床试验。这种药物是由辉瑞公司开发的。